# 诺夫良卡农村居民点
诺夫良卡农村居民点（俄语：Новлянское сельское поселение）是俄罗斯联邦弗拉基米尔州谢利瓦诺沃区所属的一个农村居民点。其下辖有14个居民点，行政中心为诺夫良卡。据2016年统计，该农村居民点的人口为2721人。